# Варнавинское благочиние
Варнавинское благочиние — округ Городецкой епархии Русской православной церкви, объединяющий приходы в Варнавинском районе Нижегородской области.

## История
В настоящее время Варнавинское благочиние объединяет 4 храма.
В Пасхальную Седмицу (в мае) 2008 года владыка Георгий (Данилов) совершил Божественную литургию в храме в честь преподобного Варнавы Ветлужского и посетил места связанные с преподобным Варнавой Ветлужским.
15 ноября 2008 года в поселок Варнавино были привезены икона и частица мощей Серафима Саровского. Утром 16 ноября благочинный архимандрит Кирилл (Покровский) совершил Божественную литургию, а затем отслужил молебен с чтением акафиста преподобному Серафиму. После торжественного богослужения глава администрации Варнавинского района Сергей Смирнов сообщил о передаче Нижегородской епархии территории бывшего Троицкого Варнавинского монастыря. На переданной территории находился действующий храм в честь преподобного Варнавы Ветлужского, часовня и поклонный крест на месте разрушенного Троицкого собора. Ко времени передачи был подготовлен проект восстановления обители.
До 2012 года благочиние входило в состав Нижегородской и Арзамасской епархии.

## Приходы
7 июля 2004 года указом епископа Нижегородского и Арзамасского Георгия приход церкви в честь Св. Архистратига Божия Михаила в поселке Ветлужский Краснобаковского района передан в Краснобаковский благочиннический округ.
1. село Варнавино Церковь преподобного Варнавы Ветлужского
2. село Никольское Церковь Николая Чудотворца
3. село Лапшанга 29 июня 2009 года в день памяти преподобного Тихона Лухского на месте разрушенной в 1937 году церкви в честь святителя Николая Чудотворца был установлен поклонный крест[6]. 9 июля 2010 года архиепископ Георгий совершил чин закладки храма в честь трех святых игуменов Поветлужья[7].
4. посёлок Северный Церковь святого апостола Иоанна Богослова. С 10 мая 2004 года настоятель церкви также несёт пастырское попечение о УЗ № 62/6 поселка Мирный[8].

## Благочинные
- 12 мая 2005 года иерей Петр (Колгарев), благочинный Варнавинского округа награждён камилавкой[9]. До 23 октября 2005 года — настоятель Церкви преподобного Варнавы Ветлужского[10].
- С 20 февраля 2006[11] года по 25 октября 2006 года[12] — иерей Игорь (Медведев).
- С 25 октября 2006 года[13] по 25 июня 2007 года[14] — иерей Михаил (Сторонкин).
- С 25 июня 2007 года[15] по 12 августа 2009 года[16][17] архимандрит Кирилл (Покровский) выполнял[18] обязанности благочинного Варнавинского[16] и Уренского[17] округов, а также настоятеля Церкви преподобного Варнавы Ветлужского[19] (Варнавино) и Церкви во имя Василия Великого, Григория Богослова и Иоанна Златоустого[20] (Урень). С 27 июля 2009 года назначен наместником Свято-Успенской Саровской пустыни.
- С 12 августа 2009 года[21] — иерей Артемий (Паршин). Также выполняет обязанности благочинного Уренского округа[22].